# خلافة النبي محمد
خلافة محمد هي أحد أهم القضايا التي وقعت عقب وفاة النبي محمد والتي أدت إلى انقسام صفوف المسلمين إلى فرقتين تجمعهما أصول الدين الواحدة ويفرّقهما الخلاف حول هوية الشخص الذي سيخلف الرسول محمد بن عبد الله.

### الكتب الأكاديمية
- Ashraf, Shahid (2004), Holy Prophet and Companions (15 Vol Set), Anmol Publications Pvt. Ltd, ISBN 978-81-261-1940-0, retrieved 3 January 2013
- Chirri, Mohamad Jawad (1982), The brother of the prophet Mohammad (the Imam Ali): a reconstruction of Islamic history and an extensive research of the Shi-ite Islamic school of thought, Islamic Center of Detroit, retrieved 3 January 2013
- Holt, P. M.; Lewis, Bernard (1977), Cambridge History of Islam, I, Cambridge University Press, ISBN 0-521-29136-4
- Lapidus, Ira (2002), A History of Islamic Societies (2nd ed.), Cambridge University Press, ISBN 978-0-521-77933-3
- Tabatabae, Sayyid Mohammad Hosayn; Nasr, Hossein (translator) (1979), Shi'ite Islam, State University of New York Press, ISBN 0-87395-272-3

### كتب الشيعة
- الإسلام الشيعي (كتاب) ، بقلم محمد حسين طباطبائي وحسين نصر ، مطبعة جامعة ولاية نيويورك ، 1979
- المجاهات: حوار شيعي سني بقلـم سيد عبد الحسين شرف الدين الموسوي ، 2001 ، منشورات أنصاريان: قم ، إيران.
- ليالي بيشاور ، بقلم سلطان سلطان وعزيرة شيرازي ، 2001 ، منشورات أنصاريان : قم ، إيران.
- اسأل أولئك الذين يعرفون محمد التجاني ، 2001 ، منشورات الأنصاريان: قم ، إيران.
- لنكون مع الصادقين بقلم محمد التجاني ، 2000 ، منشورات أنصاريان: قم ، إيران.
- الشيعة: أتباع السنة الحقيقيون بقلم محمد التيجاني ، 2000 ، منشورات أنصاريان: قم ، إيران.
- الإمامة والقيادة بقلم مجتبى موسوي لاري
- وكالة الأنبياء من رزفي ، سعيد سعيد أختار ، (طهران: WOFIS ، 1985) ص.   57-60.
- فريد السمتين للباحث الشيعي إبراهيم بن محمد بن حماوي الجويني المتوفى سنة 1322 ميلادي / 722 هـ ( مقياس الحكمة بواسطة محمد محمدي ريشاري) ( التوحيد الجزء 8 ، سازمان طبلجة إسلمي (طهران ، إيران) ، ص 170)

### كتب سنية
- رحيق مختوم بقلم سيف الرحمن المباركوري ، 2002 ، منشورات دار السلام.
- البخاري ، ترجمة د. محمد محسن خان ، 1997 ، منشورات دار السلام
- بيشاور ليلة وليلة في فن الرواية الخيالية لأبي محمد الأفريقي
- حياة محمد محمد حسين هيكل
- النبي محمد والدولة الإسلامية الأولى محمد محمود غالي
- أبو بكر الصديق محمد راجح جدعان
- السيرة الذاتية لأبي بكر الصديق على السلبي